# Beyləqan (raion)
Beyləqan est l'une des 78 subdivisions de l'Azerbaïdjan. Sa capitale se nomme Beyləqan. En 2016 elle est peuplée par 95 000 habitants . Selon les données du 1er janvier 2021, la population de Beylagan est de 100 000 habitants, soit 88,4 habitants par kilomètre carré

## Histoire
Le raion de Beylagan a été fondé le 24 novembre 1939 et appelé « Jdanov » en 1939-1963. En 1963, le raion de Beylagan a été liquidé et fusionné avec le raion d'Imichli. Le nom du raion a été rebaptisé Beylagan en référence à l'arrêté daté de 1989 du Conseil suprême de la RSS d'Azerbaïdjan. Le centre du raion est la ville de Beylagan où il a obtenu le statut de ville en 1966.
Le nom du rayon est mentionné dans divers livres historiques. Le livre «Routes et pays» est écrit par Naila Valikhanli. Les dimensions des principales voies commerciales historiques sont indiquées dans ce livre.L’indication de la route entre la Grèce et Beylagan montre l’importance de la ville. Selon les sources, la ligne nord-sud (route Derbent-Ardabil) de la route de la soie traversait Beylagan. Les commerçants de la ville tissaient des liens avec la Chine, l'Inde, l'Iran, la Géorgie et Byzance grâce à ces conditions géophysiques.
Les artisans de Beylagan étaient engagés dans tous les types d'arts typiques des villes médiévales azerbaïdjanaises : sculpture artistique sur os et sur bois, travail du cuir, ainsi que tissage, tissage de la soie et tissage de tapis.
À la suite de fouilles archéologiques menées à Beylagan, de nombreux matériaux sont obtenus confirmant le haut niveau de l'économie urbaine et de la production artisanale. De nombreux domaines de l'artisanat urbain - travail des métaux, tissage de la soie, tissage de tapis, tissage, poterie, bijouterie, verrerie, travail de la pierre, travail du bois, travail du cuir, etc. - sont développés de manière intensive. Aux XIe et début du XIIIe siècles, la production de céramiques émaillées, de briques et de tuiles, qui étaient exportées vers d'autres villes et provinces du pays, devient particulièrement répandue.
Conformément aux sources historiques, Beylagan est fondée au Ve siècle av. J.-C. Au XIIIe siècle, la ville est complètement détruite par les invasions mongoles. La reconstruction de Beylagan commence par Tamerlan (Timour le Grand) au XIVe siècle mais après sa mort les activités s'arrêtent dans ce territoire. L'ancienne ville de Beylagan a été détruite au XVIe siècle et n'a jamais été restaurée.Ces ruines sont aujourd'hui connues sous le nom d'Oren-kala et sont situées près du village de Kirki, à 22 km en voiture de la ville moderne de Beylagan.

## Géographie
Beylagan fait partie du sud - ouest de l'Azerbaïdjan et se situe dans la vallée Mil de la plaine Koura - Araxe et au milieu des cours d'eau Koura et Araxe. Les coordonnées géographiques sont 39° 45′ de latitude nord et 47° 30′ de longitude ouest et bordent les raions d'Agdjabadi, Zardab, Imichli, Fuzuli et la République islamique d'Iran au sud - est. Certaines parties de la plaine de Harami appartiennent au raion. Plus de 40% du territoire est compris entre 0 et 100 mètres, 25% entre 100 et 200 mètres et 35% est inférieur à 0 mètre. L'altitude absolue varie entre 200 et 250 mètres en direction de la plaine d'Harami. En règle générale, Beylagan est considérée comme une zone sismique active.  
Le relief est recouvert de sable, de gravier et d’autres roches sédimentaires appartenant à la période anthropogénique de l’époque cénozoïque. Les roches sédimentaires de la 4ème période, et tous les minéraux sédimentaires sont très répandues dans le territoire.  On trouve du gravier, du sable dans les plaines Harami et Arazboyou. Les recherches révèlent qu'il y a beaucoup de ressources en eau potable dans la plaine de Harami et qu'elles sont en partie utilisées. En outre, le territoire est utilisé comme pâturage.

### Nature
La flore indigène est caractérisée par des plantes semi-arides. La zone côtière du fleuve Koura est couverte de peupliers, de mûriers, de cyprès et de forêts de tougaï dans une petite zone.
La gazelle, le renard, le sanglier, le loup, le lapin gris sont des animaux caractéristiques du raion. Dans les forêts et les zones marécageuses de Tugaï, on trouve des hérissons, des loups, des sangliers, des serpents, des hiboux et des pics. Il y a des canards, des navires et des mouettes dans les étangs.
Plusieurs épices indigènes de plantes et d'animaux sont protégées dans la réserve nationale d'Ag-Gol, située dans les raions d'Agdjabadi et de Beylagan. Il y a des oiseaux migrateurs spécialement réservés.

### Climat
Dans la classification climatique de Köppen, Beylagan a un climat semi-aride avec des étés chauds et des hivers doux. La localisation géophysique joue le rôle principal dans la formation du climat. Ainsi, la zone est constamment affectée par les cyclones et les flux d’air proviennent des tropiques et de l’Asie centrale. La température moyenne annuelle est de 14 °C. Le mois de janvier se caractérise par une température moyenne de 1,8 °C et la température moyenne est de 26 °C en juillet.

## Villes
Le raion de Beylagan se compose de 42 localités, dont une ville, 16 communes et 25 villages. Le raion est contrôlé par l'ensemble des 37 municipalités.

## Population
Selon les statistiques de 2017, la population est de 96 400 personnes. La population du rayon comprend différentes nationalités.
| Azéris     | 97,53% |
| Turcs      | 2,36%  |
| Russes     | 0,05%  |
| Tatars     | 0,03%  |
| Talysh     | 0,01%  |
| Ukrainiens | 0,00%  |
| Autres     | 0,02%  |

### Personnes célèbres
- Imanov Rachid
- Imraliyev Sardar
- Qaziyeva Sevil
- Husseynov Bahadour
- Akhmédov Akhméd
- Taghiyev Chamxal
- Assadov Garay

## Économie
L'économie de Beylagan se caractérise par des activités agricoles, en particulier le coton, la vigne.
En 2010, 45,7 milliers de tonnes de céréales, 3,2 mille tonnes de pompes, 3 000 tonnes de pommes de terre, 13 500 tonnes de légumes, 4 500 tonnes de melons, 6 900 tonnes de fruits et 30 000 tonnes de betterave sucrière ont été produites. Au cours de l'année, 34 800 tonnes de lait ont été produites dans la région.

## Monuments
Il y a plusieurs monuments historiques dans le raion de Beylagan ; le monument de l'Union syndicale, le 31 mars, le complexe de monuments azerbaïdjanais du génocide, le complexe de monuments en mémoire de la guerre du Karabakh, le monument à la mémoire de Garay Assadov et le monument d’Heydar Aliyev .
Plusieurs monuments ont été enregistrés par le Ministère de la culture et du tourisme de l’Azerbaïdjan ; Orangala (vestiges de l’ancienne ville de Beylagan),  Tchardakli, Kultapa,  Garatapa,  Saritapa, Tchataltapa,  Garaytapa,  Tazakand, premier et deuxième établissements de Soultanboud,  Saritapa, et Cimetières de Soultanboud.
Beylagan est le seul rayon d'Azerbaïdjan où se trouve la tombe du prophète. La tombe a été construite aux XVIIe et XVIIIe siècles. De nos jours, le tombeau du prophète est utilisé comme sanctuaire religieux et des personnes viennent de divers pays, notamment des pays d’Iran, de Géorgie et du Moyen-Orient. Il y a aussi une mosquée nommée d'après le prophète. Les autres mosquées sont Dunyamallar, Amina Khatun et les mosquées turques du raion.
Il y a beaucoup de statues dans le rayon. La plupart de ces statues sont des personnes historiques et remarquables; Nariman Narimanov (homme politique), Akif Akberov (Héros national de l'Azerbaïdjan), Garay Assadov (Héros de l'Union soviétique), Hazi Aslanov (Héros de l'Union soviétique), Ilham Gouliyev, Ilqar Gourbanov, Gadim Aliyev, Mehdi Mehdizadé, Nazim Gouliyev et Sevil Gaziyeva.

## Galerie

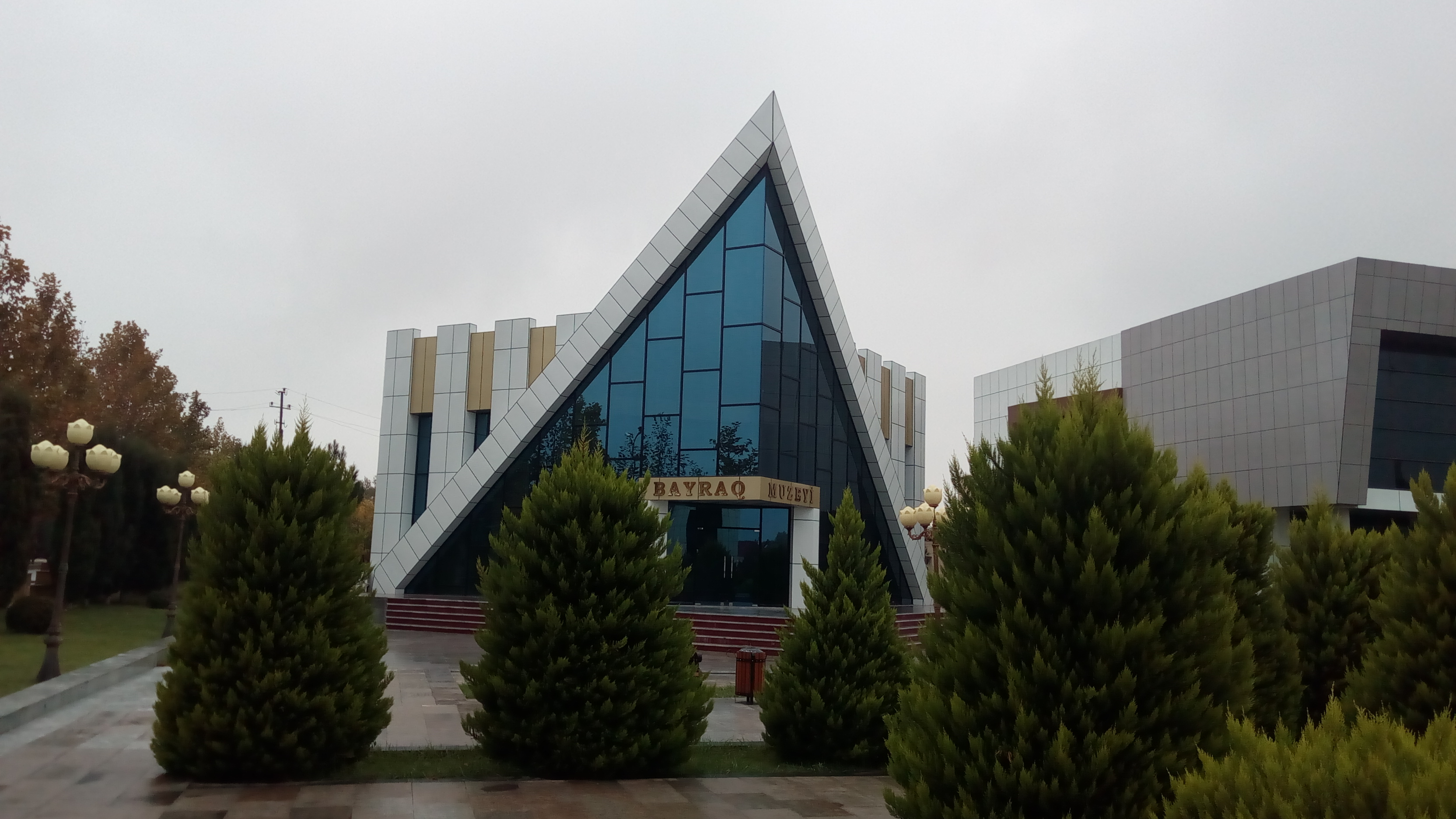
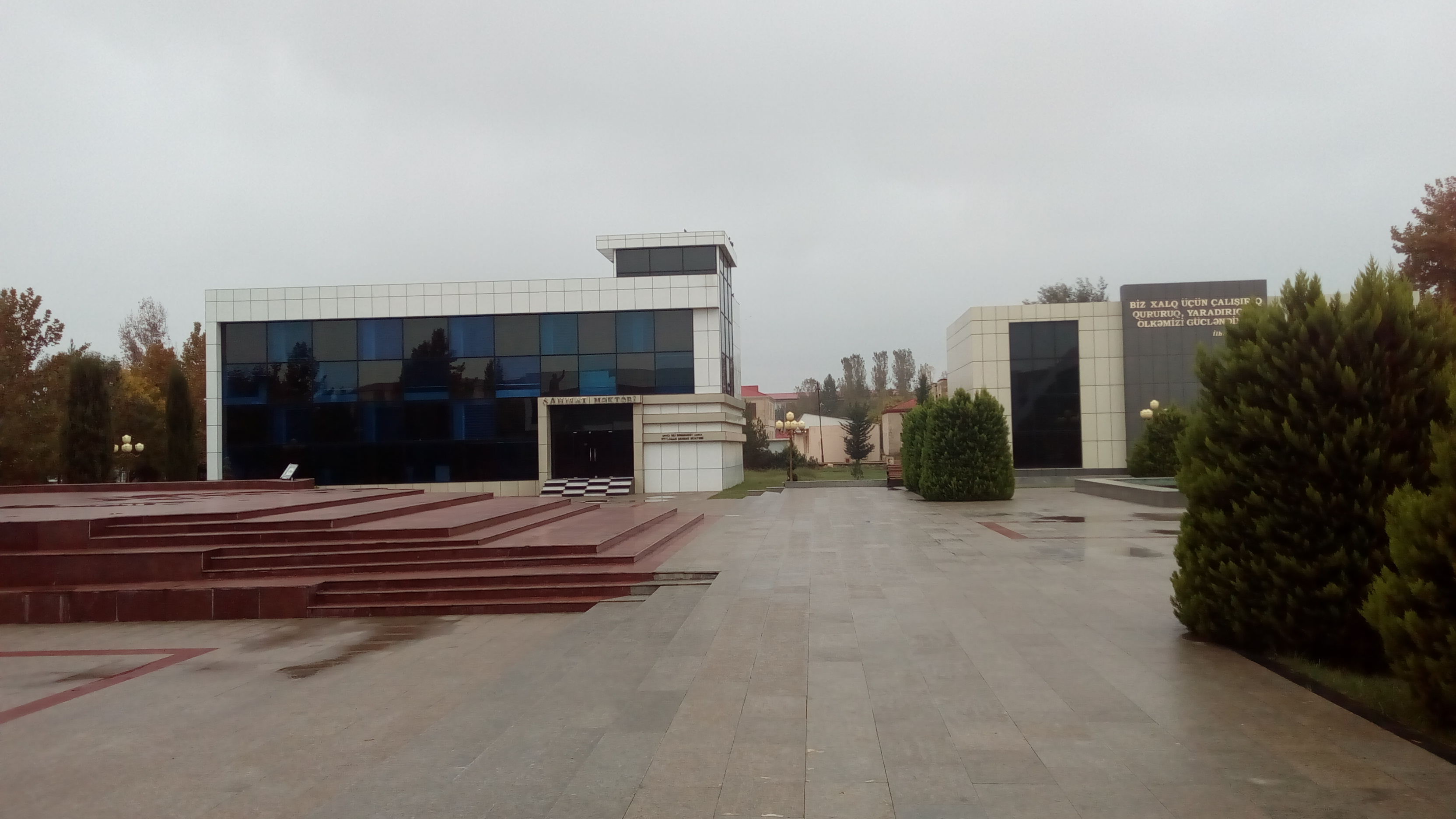
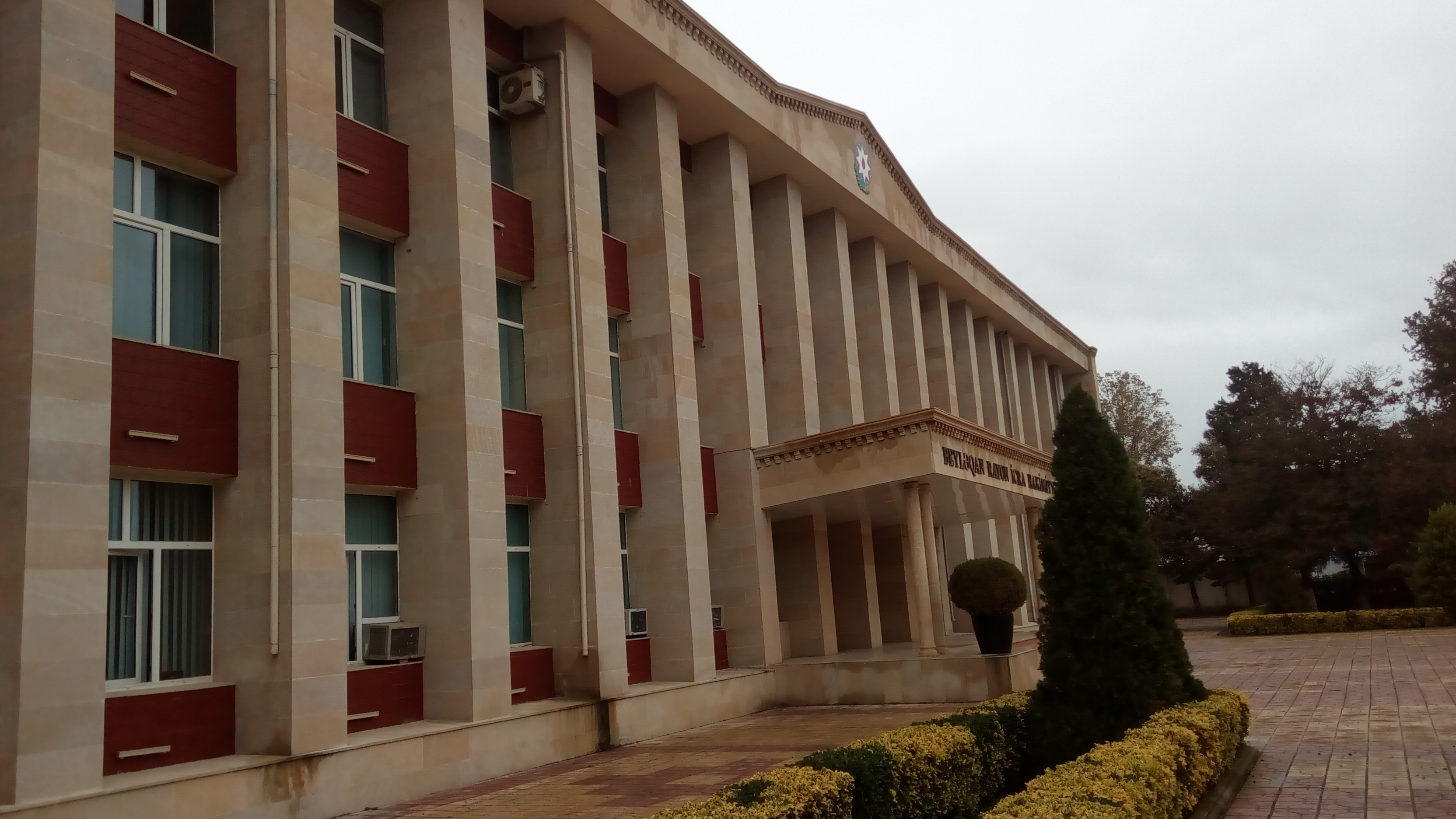
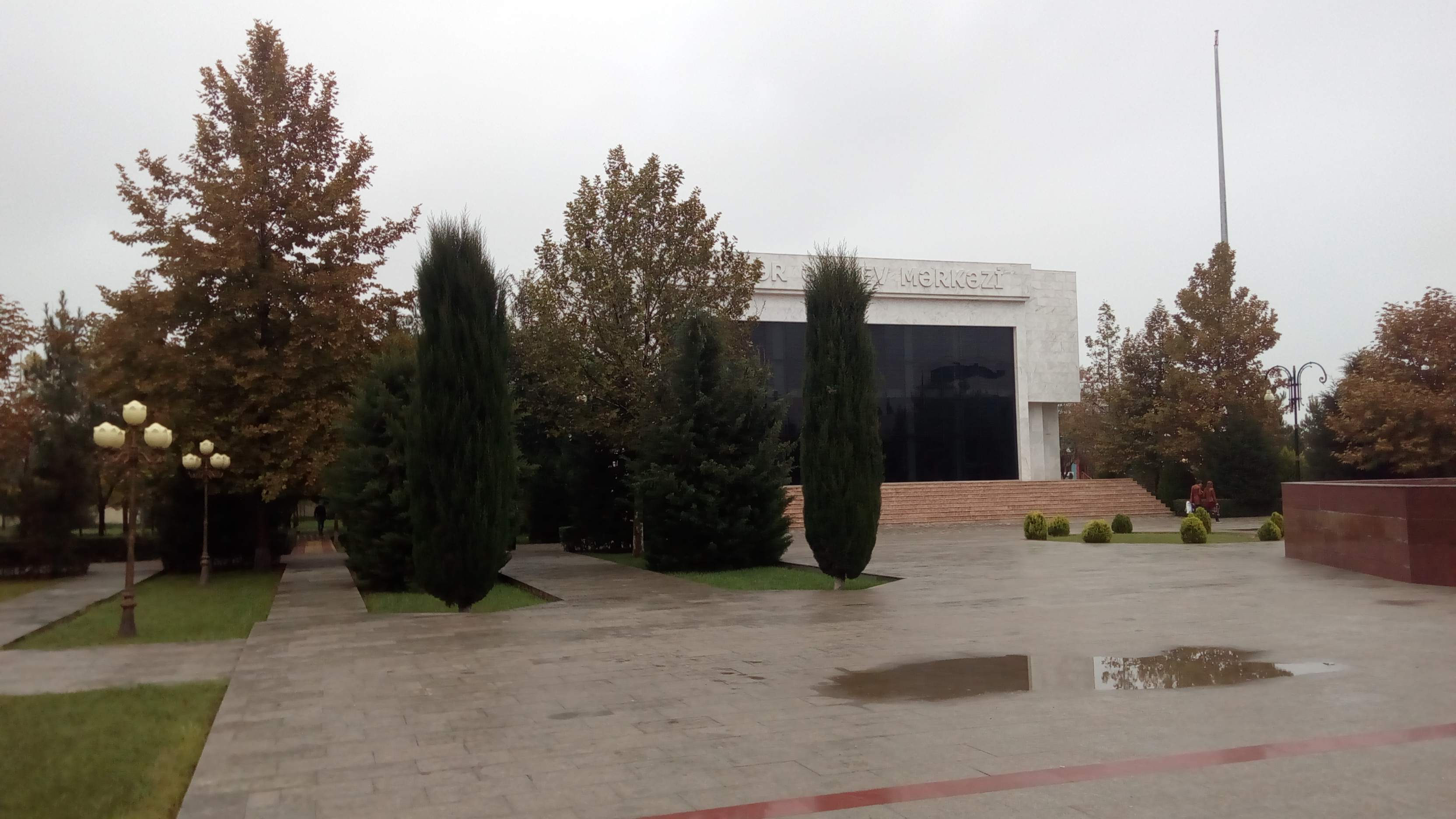
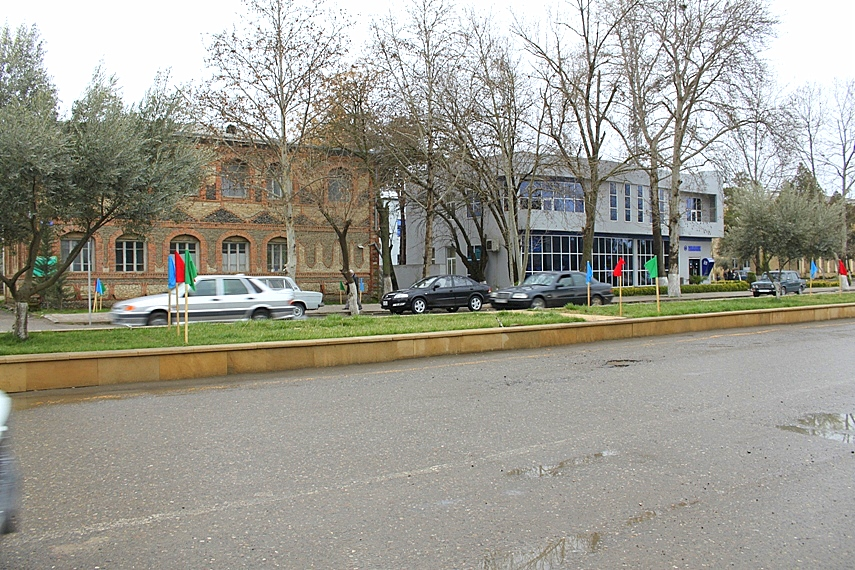
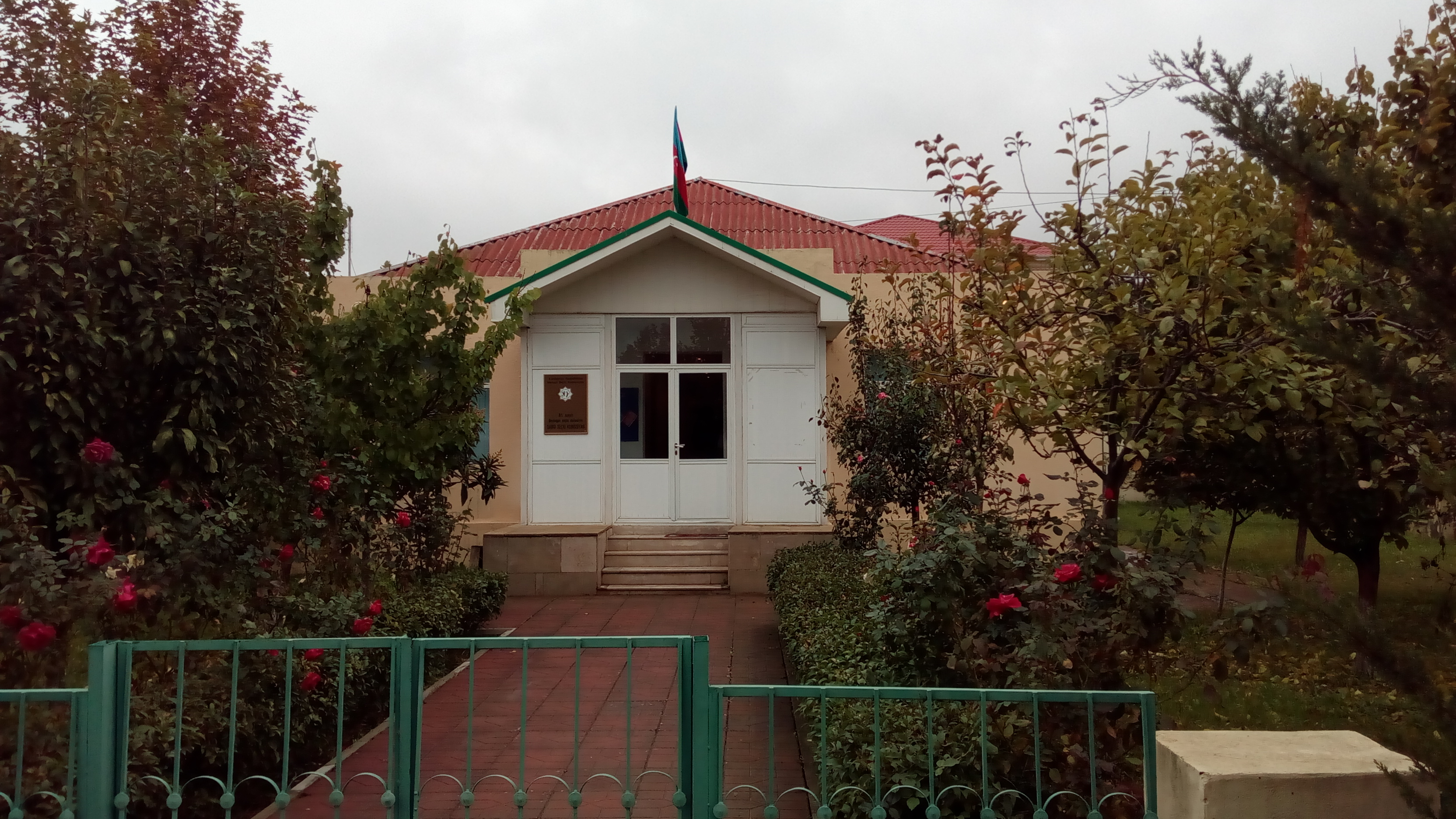
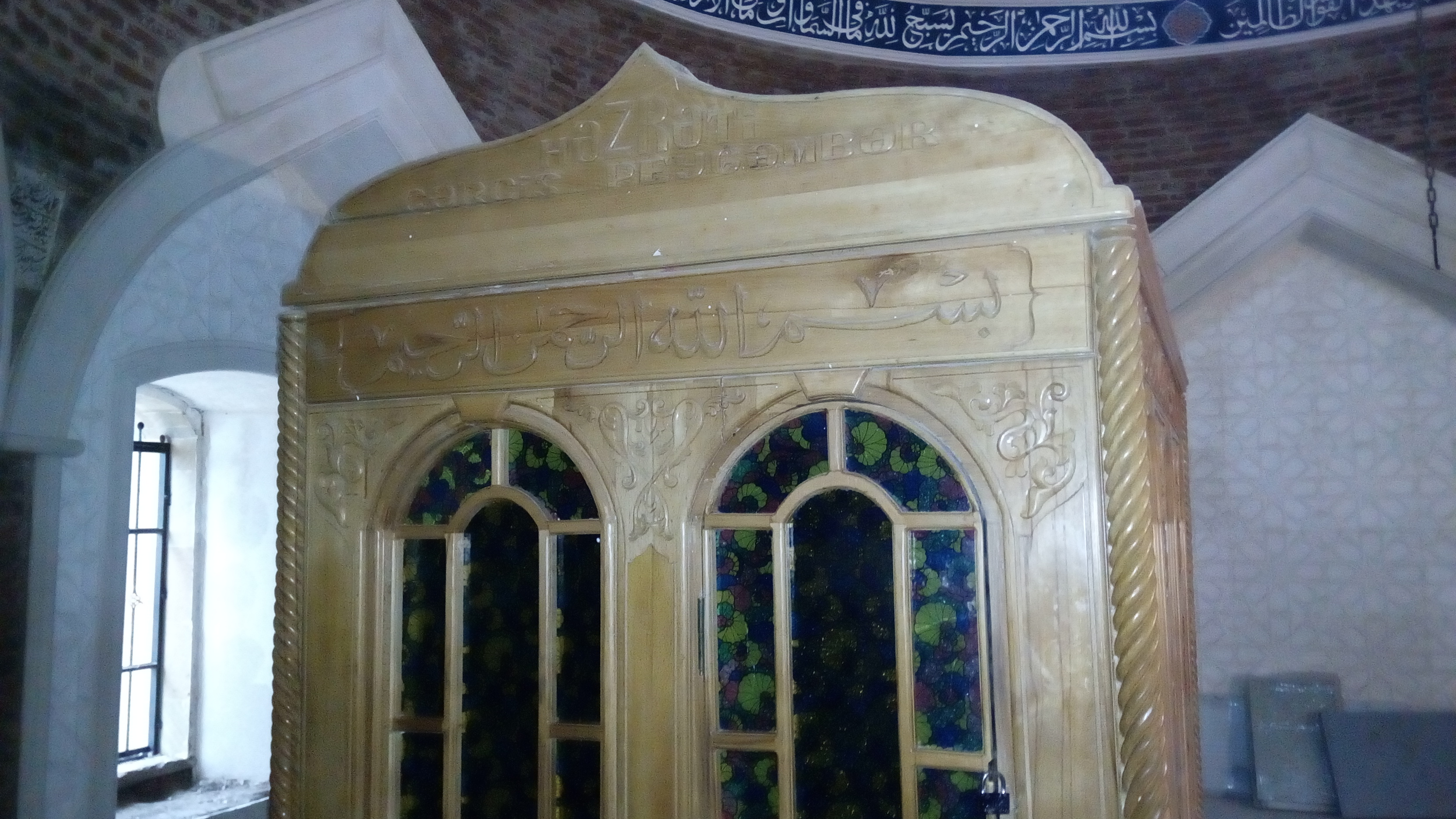
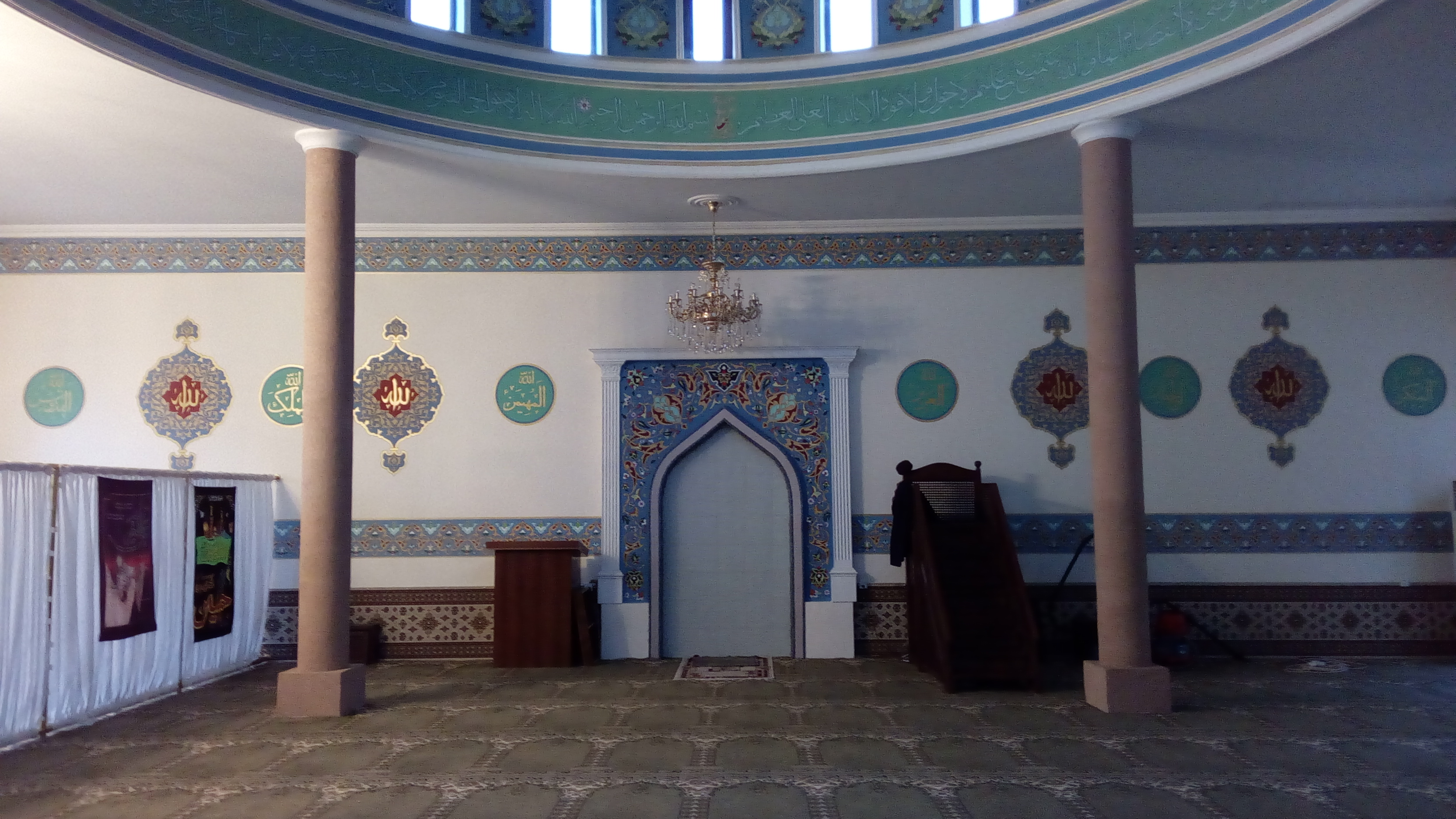
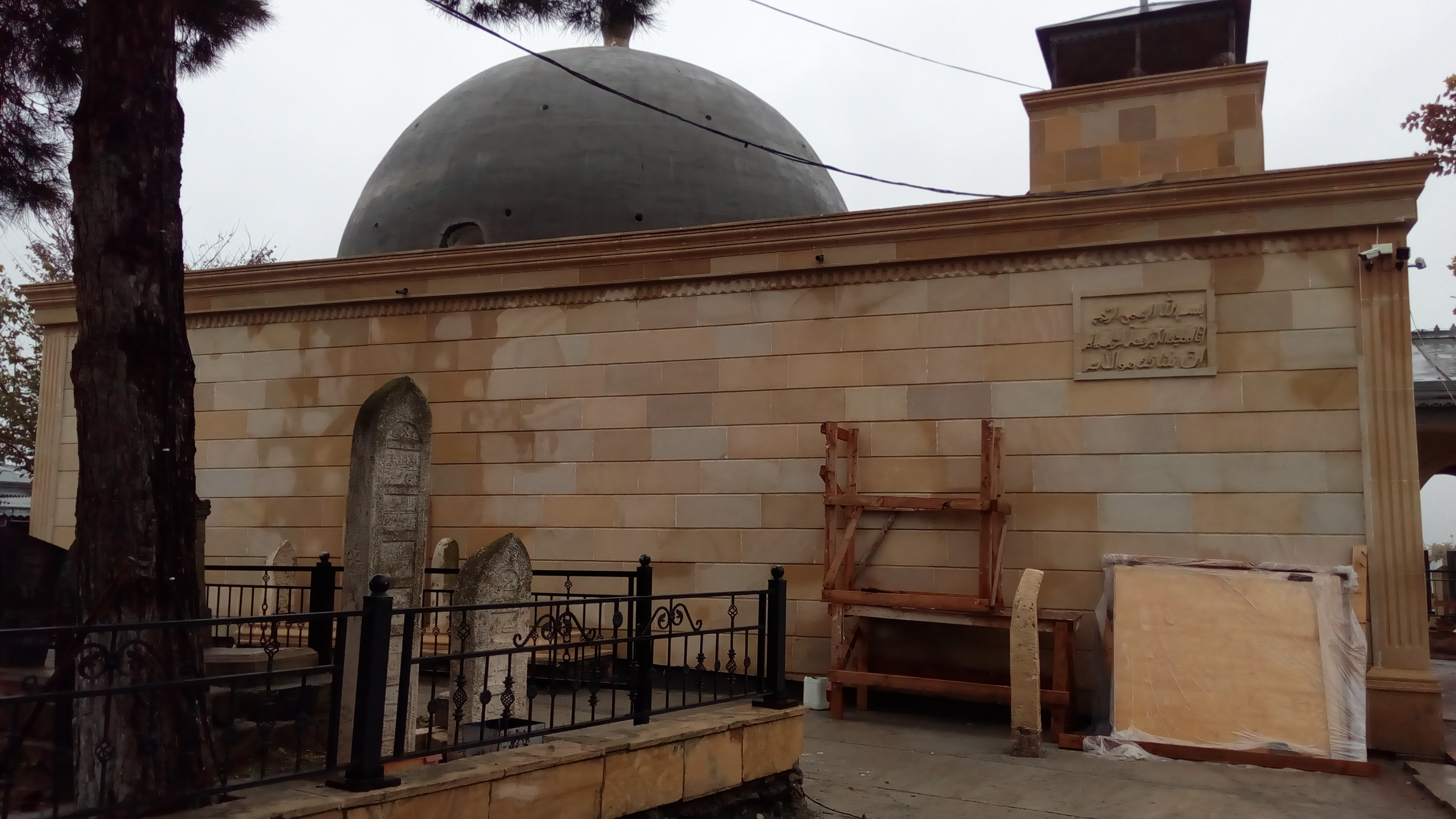
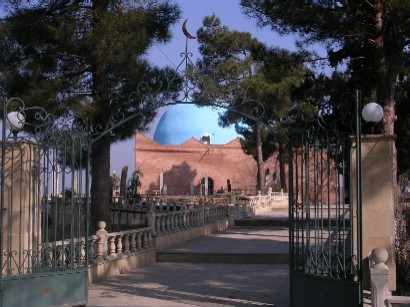